# João Francisco Burté
João Francisco Burté, foi um frei franciscano francês que nasceu no dia 21 de junho de 1740 em Rambervillers. Durante a Revolução Francesa, ele foi morto em 1792 em Paris, no evento que depois ficaria conhecido como Setembro de 1792. O Papa Pio XI em 1926, aprovou a sua beatificação, juntamente com 191 mártires.

## Biografia

### Vida e Martírio
João Francisco Burté nasceu no dia 21 de junho de 1740 em Rambervillers, filho de João Batista Burté, regente da língua latina e de Marie-Anne Collot. No dia 24 de Maio de 1757, entrou na Ordem dos Frades Menores Conventuais, consagrando nos votos solenes no dia 26 de Maio de 1758 
Na ordem, foi doutor em Teologia e Guardião do Convento em Nancy. Depois foi eleito procurador geral da Província francesa de Lorena, com o novo cargo vai para Paris em 1778, onde luta fortemente contra as autoridades civis da Revolução Francesa. Esta luta e oposição com o governo fez que ele fosse afastado da capital e transferido para Lorena.
Em 1792, ele se encontra no Convento em Marselha que virou um quartel para os voluntários da Revolução e como esconderijo para os religiosos que permaneceram fiéis aos seus votos. Porém, no dia 11 de Agosto é preso na prisão carmelita e recusa fazer o juramento com a Constituição Civil do Clero, fazendo dele prisioneiro, juntamente com duzentos religiosos (consistindo de três bispos, 127 padres seculares, 56 monges e freiras e 5 leigos), onde foi executado no pátio da prisão no dia 2 de setembro de 1792 (52 anos), este massacre ficou conhecido como Massacres de Setembro de 1792.
No dia 17 de Outubro de 1926, João Francisco Burté foi beatificado pelo Papa Pio XI, juntamente com 190 mártires, conhecidos como Santos Mártires de Setembro.